# ʿUmar as-Suhrawardī
Schihāb ad-Dīn Abū Hafs ʿUmar as-Suhrawardī (arabisch شهاب الدين أبو حفص عمر السهروردي, DMG Šihāb ad-Dīn Abū Ḥafṣ ʿUmar as-Suhrawardī; geb.  27. Januar 1145 in Suhraward; gest. 26. September 1234 in Bagdad) war einer der bedeutendsten  persischen sunnitischen Sufis aus Choresmien und Neffe von Abu an-Nadschib as-Suhrawardi. Er wirkte im Gebiet von Bagdad. Er erweiterte den Sufiorden der Suhrawardiyya, der von seinem Onkel Abu al-Nadschib Suhrawardi gegründet worden war, dafür erhielt er die Unterstützung des abbasidischen Kalifen an-Nāsir li-Dīn Allāh.

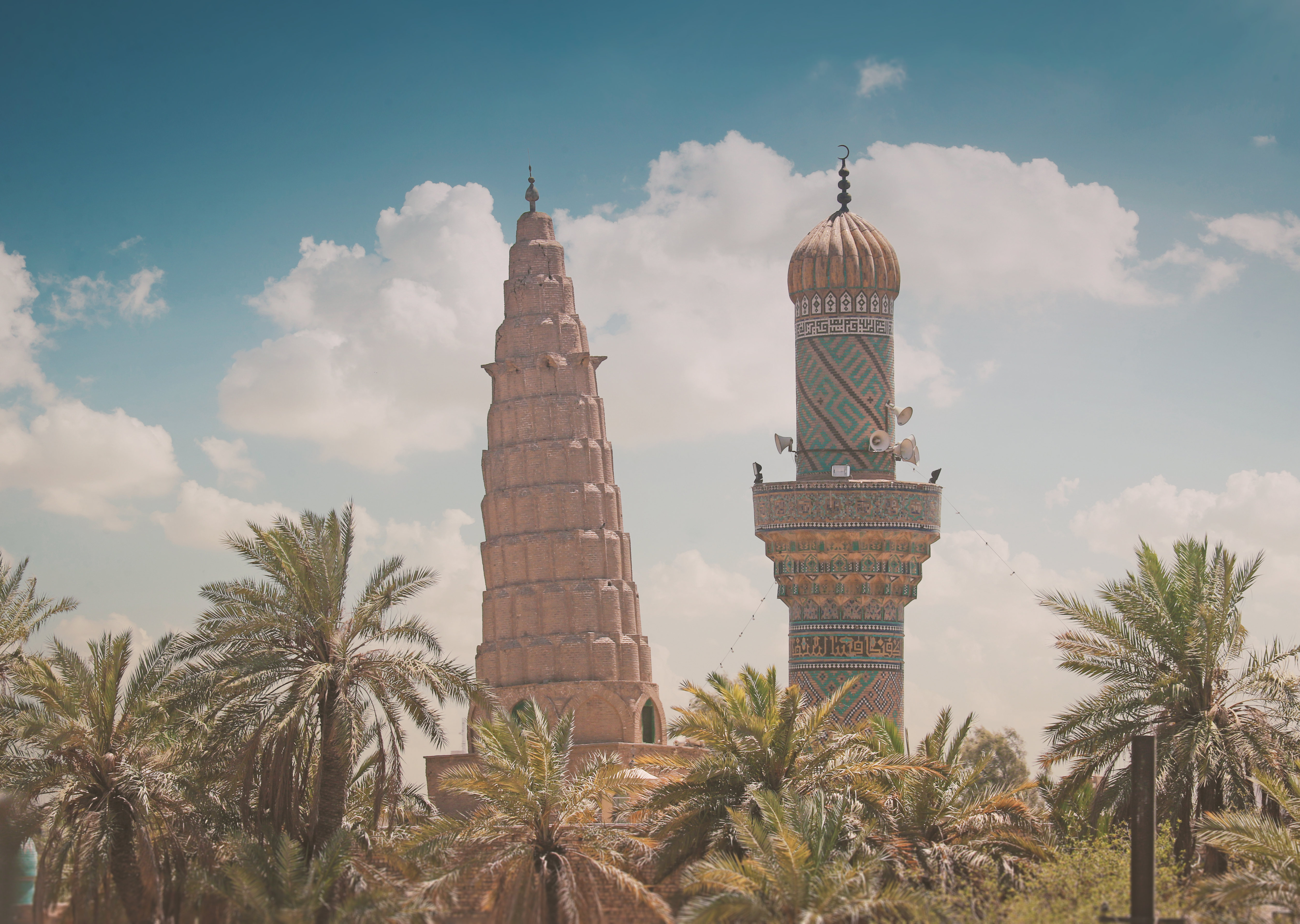
Mausoleum des Suhrawardi im Irak (2017)

## Leben
As-Suhrawardi entstammte den Banū ʿAmmūya, einer bekannten Familien von Religionsgelehrten und Sufis, zu der auch sein Abū n-Nadschīb gehörte und die ihren Stammbaum auf Abū Bakr zurückführte. Sein Vater hatte an der Nizāmīya in Bagdad gelernt und gelehrt und war Richter in Suhraward. Er wurde infolge einer Verleumdung hingerichtet, als as-Suhrawardi sechs Monate alt war. As-Suhrawardī kam daher bereits in jungen Jahren nach Bagdad. Erste religiöse Unterweisungen erhielt er von seinem Onkel Abū n-Nadschīb as-Suhrawardī, der bereits ein namhafter Sufi war und den er in seinem Hauptwerk ʿAwārif al-maʿārif oft erwähnt. Auch soll er mit ʿAbd al-Qādir al-Dschīlānī zusammengetroffen sein. Nach dem Tod seines Onkels Abū n-Nadschīb 1168 betätigte sich as-Suhrawardī als Prediger und leitete mystische Versammlungen. Oft versetzte er seine Zuhörer in Ekstase.
Der Kalif an-Nāsir li-Dīn Allāh machte as-Suhrawardī 1183 zum Vorsteher eines Ribāts in Bagdad und ernannte ihn 1205 zum öffentlichen Prediger. Auch entsandte er ihn auf mehrere diplomatische Missionen, so 1207/08 zu den Ayyubiden, 1217/18 zu den Choresm-Schahs und 1221 an den Hof des Rum-Seldschuken Kai Kobad I. 1231 führte as-Suhrawardī den Haddsch nach Mekka durch. Er starb in Bagdad im Alter von 90 Jahren und wurde in einer Turba auf dem Sufi-Friedhof Maqbarat al-Wardiyya beerdigt.

## Werke
- ʿAwārif al-maʿārif („Die Gaben der Erkenntnisse“), umfassendes Handbuch zur Sufik und zugleich sein Hauptwerk. As-Suhrawardī hat es vor 1208 verfasst und ab dieser Zeit als Lehrbuch in seinem Schülerkreis verwendet. Nach Richard Gramlich, der das Werk ins Deutsche übersetzt hat, ist es „der Endpunkt und zugleich Höhepunkt der klassischen orthodoxen sufischen Handbuchliteratur“.[7] Über Schüler wurde das Werk nach Indien und Persien vermittelt und dort mehrfach kommentiert und ins Persische übersetzt. In den sufischen Orden der Suhrawardīya und der Tschischtīya blieb es bis zum Beginn des 16. Jahrhunderts das wichtigste sufische Lehrbuch. Mehrfach wurde das Werk auch ins Osmanisch-Türkische übersetzt.
- Rašf an-naṣāʾiḥ al-īmānīya wa-kašf al-faḍāʾiḥ al-Yūnānīya, Streitschrift für den Islam gegen das Studium der griechischen Philosophie, gewidmet dem Kalifen an-Nāsir li-Dīn Allāh.
- Iʿlām al-hudā wa-ʿaqīdat arbāb at-tuqā, Traktat, abgefasst 1234, in dem as-Suhrawardī den Hanbaliten die theologischen Argumente der Aschʿarīya zu erklären versucht.
- Nuġbat al-bayān fī tafsīr al-Qurʾān, Korankommentar.[8]
- ar-Raḥīq al-maḫtūm li-ḏawī lʿuqūl wa-l-fuhūm, Traktat, der sich mit den verschiedenen Stationen befasst, welche die Seele durchmachen muss, um zur richtigen Erkenntnis Gottes zu erlangen. Er wurde von Armin Eschraghi ins Deutsche übersetzt.[9]

## Schrein und Moschee
Sein Schrein befindet sich in der Nähe des mittleren Tores (al-bab al-wastani) der Altstadt von Bagdad. Die Moschee zum Schrein, die Umar-Suhrawardi-Moschee, ist bekannt für ihr Minarett, das im Stil der Seldschuken erbaut wurde.